# Spirische Kurve

Spirische Kurven als ebene Schnitte eines Torus

In der Geometrie ist eine spirische Kurve, auch spirische Kurve des Perseus oder spirische Linie genannt, eine ebene Kurve vierter Ordnung mit einer Gleichung der Form
{\displaystyle (x^{2}+y^{2})^{2}=dx^{2}+ey^{2}+f.}
Eine dazu äquivalente Definition ist:
Eine spirische Kurve ist der ebene Schnitt eines Torus mit einer Ebene, die parallel zur Rotationsachse ist.
Die letzte Definition gibt einem eine gute Vorstellung von der möglichen Gestalt einer spirischen Kurve. Es gibt neben den spirischen Kurven noch weitere mögliche Schnittkurven eines Torus mit einer Ebene. Liegt die Schnittebene aber genau im Abstand {\displaystyle r} ('minor' Radius des rotierenden Kreises) von der Rotationsachse des Torus, ergeben sich die Cassinischen Kurven als Teilmenge und damit auch die Lemniskaten von Bernoulli. Auch die Lemniskaten von Booth sind spezielle spirische Kurven.
Spirische Kurven wurden zuerst von dem griechischen Geometer Perseus ca. 150 v. Chr. als ebene Schnitte eines Torus studiert. Der Name spirisch stammt von der damaligen griechischen Bezeichnung spira für den Torus her.

## Gleichungen

Schneidet man den Torus mit der Gleichung
{\displaystyle \left(x^{2}+y^{2}+z^{2}+R^{2}-r^{2}\right)^{2}=4R^{2}\left(x^{2}+y^{2}\right)}
mit der Ebene {\displaystyle y=y_{0}}, so erhält man zunächst
{\displaystyle \left(x^{2}+y_{0}^{2}+z^{2}+R^{2}-r^{2}\right)^{2}=4R^{2}\left(x^{2}+y_{0}^{2}\right)}.
Löst man die linke Klammer teilweise auf, so erhält man
{\displaystyle (x^{2}+z^{2})^{2}=dx^{2}+ez^{2}+f}
mit:
{\displaystyle d=2(r^{2}+R^{2}-y_{0}^{2})},
{\displaystyle e=2(r^{2}-R^{2}-y_{0}^{2})}
{\displaystyle f=-(r+R+y_{0})\;(r+R-y_{0})\;(r-R+y_{0})\;(r-R-y_{0})}
Dies ist die Gleichung einer spirischen Kurve in den {\displaystyle x-z}-Koordinaten.
In Polarkoordinaten {\displaystyle \rho ,\;\varphi } ergibt sich
{\displaystyle (\rho ^{2}-r^{2}+R^{2}+y_{0}^{2})^{2}=4r^{2}(\rho ^{2}\cos ^{2}\varphi +y_{0}^{2})}
und hieraus die implizite Darstellung

Spirische Kurven auf einem Spindeltorus

{\displaystyle \rho ^{4}-\rho ^{2}(d\cos ^{2}\varphi +e\sin ^{2}\varphi )-f=0}.

## Spirische Kurven auf einem Spindeltorus
Spirische Kurven eines Spindeltorus, deren Ebenen auch die Spindel (den inneren Teil) schneiden, bestehen aus einer äußeren und einer inneren Kurve (s. Bild).

## Spirische Kurven als isoptische Kurven
Isoptische Kurven von Ellipsen und Hyperbeln sind spirische Kurven. (Siehe auch: Weblink The Mathematics Enthusiast.)